# Johannes Gillnæus
Johannes Gillnæus, född cirka 1690 i Bettna socken, död 28 april 1750 i Kumla socken, Närke, var en svensk präst och riksdagsledamot.

## Biografi
Johannes Gillnæus var son till kyrkoherden i Gryts socken, Johannes Svenonis Gillnæus och Brita Wallander, dotter till Jonas Nicolai Wallander. Efter Strängnäs gymnasium, inskrevs han 1708 vid Uppsala universitet, blev magister 1719, och prästvigdes 1720 för att kunna tillträdda tjänsten som huspredikant hos änkefrun grevinnan Magdalena Stenbock. Han blev 1724 pastor vid Livregementet. 1731 blev han, på sockenbornas begäran, kyrkoherde i Kumla socken, där han sedermera blev honorärprost.
Gillnæus var riksdagsman 1741.
Gillnæus var gift två gånger. Första hustrun Katarina Holmer hade konserverats från företrädaren i Kumla. Med hennes fick han sonen majoren Carl Johan Gillnæer vars son adlades af Gillner. Andra hustrun, Helena Unge, var dotter till Jonas Unge och Catharina Swedenborg. I det äktenskapet föddes två döttrar och en son.